# Carl Eduard Cramer (Publizist)

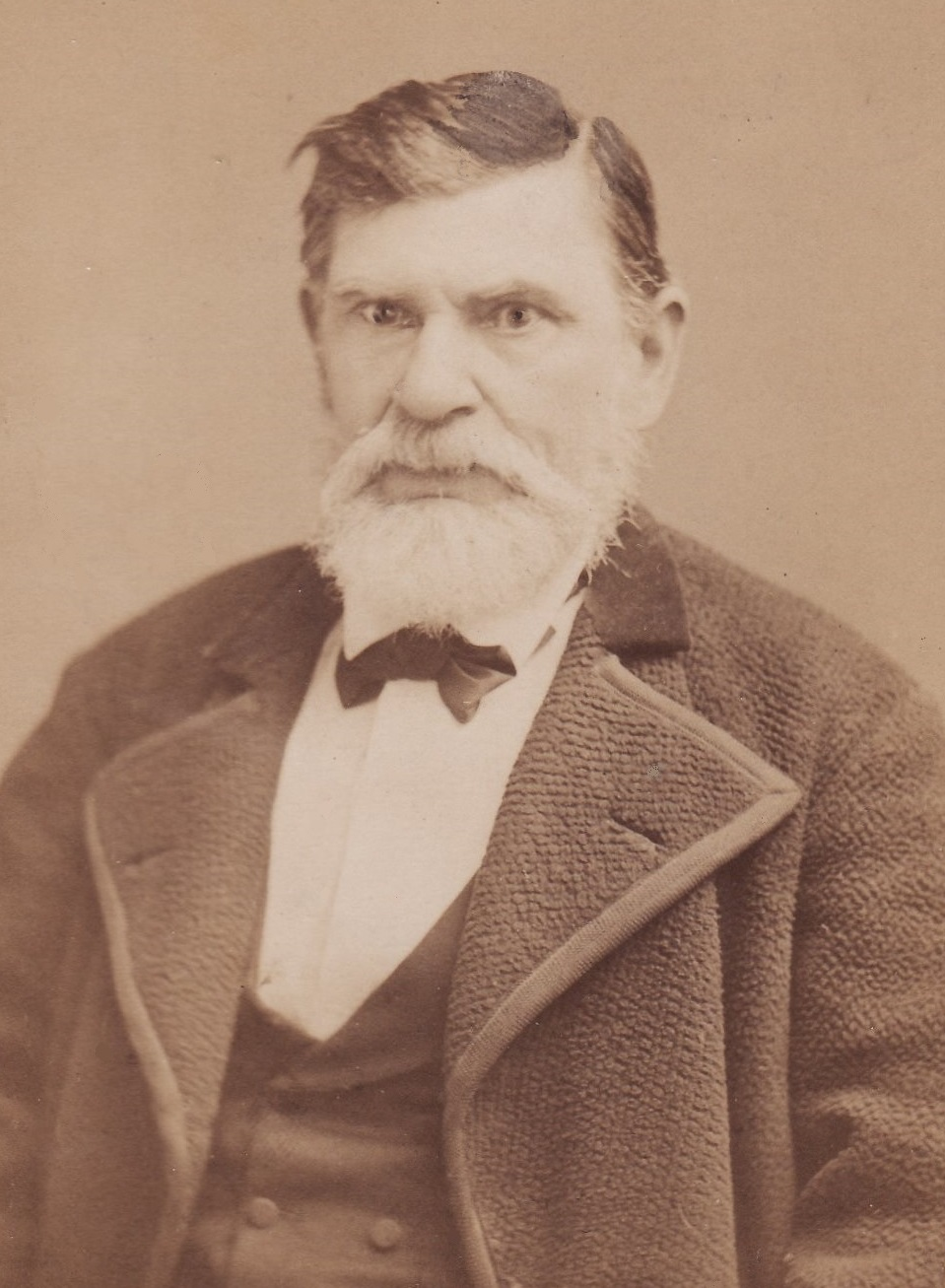
Carl Eduard Cramer

Carl Eduard Cramer (* 26. April 1817 in Langenbach, Vogtland; † 30. April 1886 in Reudnitz bei Leipzig) war ein Privatgelehrter und kleinbürgerlicher, demokratischer Publizist in Leipzig. 1844 übernahm er als Redakteur die Sächsischen Vaterlands-Blätter. Er war einer der Führer des gemäßigten antirepublikanischen Flügels des Leipziger Vaterlandsvereins und trat für die „konstitutionelle Monarchie“ ein.

## Leben

### Herkunft, Gymnasium und Studium 1817–1839

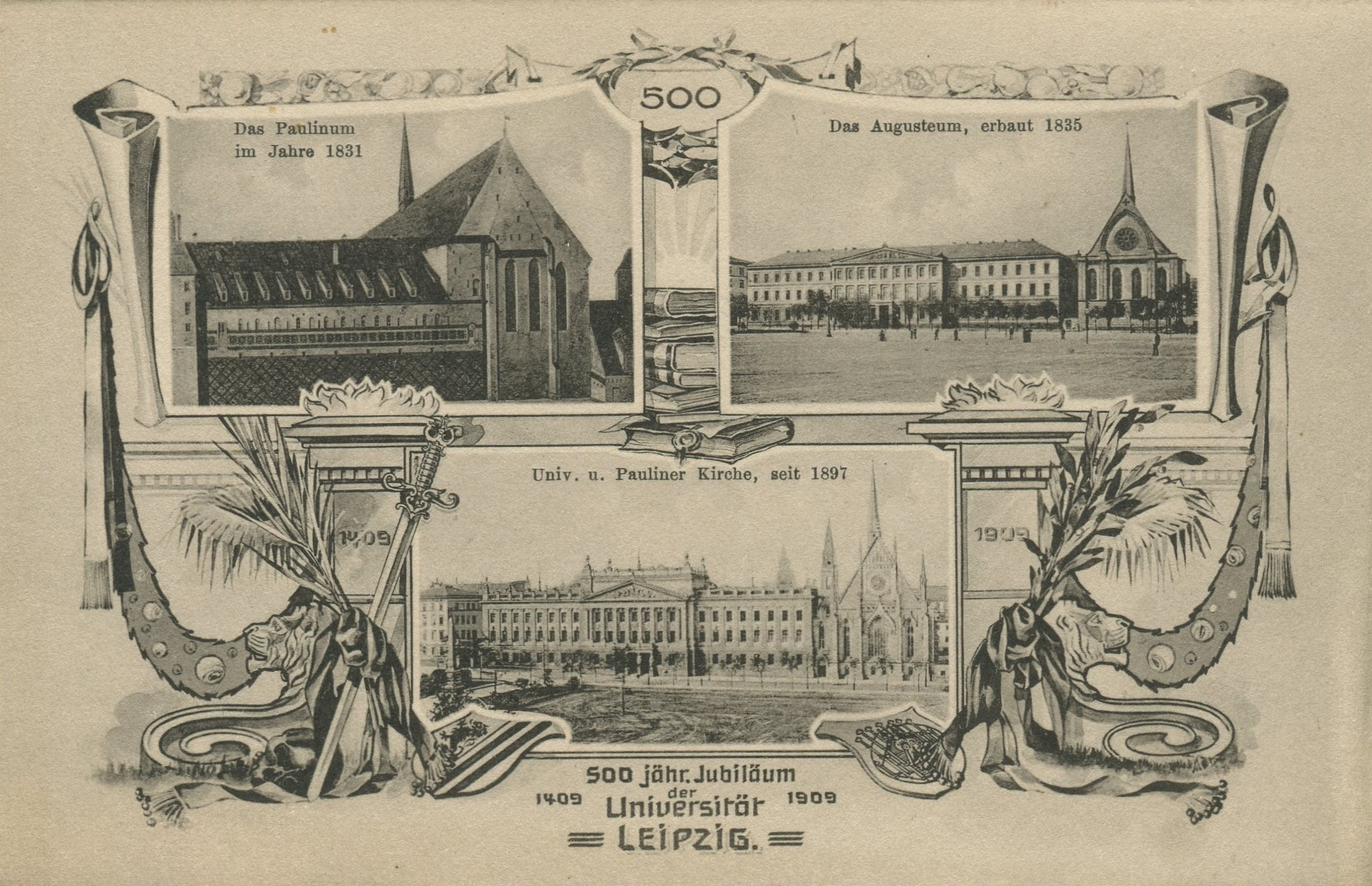
500 jähr. Jubiläum der Universität Leipzig

Carl Eduard Cramers Vater Johann Friedrich August Cramer war Pfarrer in Langenbach. Auch bei den weiteren Vorfahren gab es Kantoren und Pfarrer, die in Thüringen ihr Amt ausübten.
Carl Cramer besuchte das Lyceum zu Plauen (ab 1835 Gymnasium) von 1827 bis 1834. Er zog 1834 aus dem Vogtland nach Leipzig um vom 2. Mai 1834 bis 1. Juni 1839 Theologie und Philosophie an der Universität Leipzig zu studieren.

### Privatleben
Getraut wurde er am 27. Dezember 1843 in der Thomaskirche in Leipzig mit Friederike Henriette Dorothea Jacobine Wirth. Seine Frau Friederike Henriette Dorothea Jacobine geb. Wirth war die Groß-Cousine von Johann Georg August Wirth und die Tochter des königlichen Postmeisters Franz August Wirth aus Hof in Bayern. Wenn wir ihre Ahnenreihe weiter zurückverfolgen, stoßen wir vor allem auf Handwerker und Kaufleute. Aus der Ehe gingen drei Söhne und zwei Töchter hervor.
Carl Eduard Cramer war der Vater von Rudolf Lavant (eigentlich Richard Cramer).

### Wirken

#### Die Zeit des Vormärz bis zur Revolution 1848/49

##### Burschenschaft Kochei
Am 12. August 1839 wurde Carl Eduard Cramer Ehrenmitglied der Alten Leipziger Burschenschaft / „Kochei“ (nach dem Namen der Wirtschaft Koch in der Fleischergasse, wo gekneipt wurde). Mit den Ehrenmitgliedern Robert Blum, Georg Günther und Carl Cramer kam es zur Blütezeit der Leipziger Burschenschaft. 1852 wurden die Burschenschaften in Leipzig wieder verboten. Die Leipziger Burschenschaft bestand im Untergrund weiter bis 1855.

##### Deutscher Vaterlandsverein
Carl Cramer war Mitglied des Deutschen Vaterlandvereins in Leipzig. Dem provisorischen Ausschuss dieser Vereinigung gehörte er neben Robert Blum und Heinrich Wuttke an. Die gleichen Namen sind auch in einem Verzeichnis über „Leipzigs Wühler und Wühlerinnen“ zu finden, in das der Begriff Wühler mit Revolutionär gleichgesetzt wird.
Der Deutsche Vaterlandverein in Leipzig teilte sich auf in ein rechtes Zentrum und ein linkes Zentrum. Das rechte Zentrum, dem C.E. Cramer angehörte, hieß Bertling’scher Vaterlands-Verein.
Jeder Wühler wurde nach seinem Charakter dargestellt:
C.E. Cramer; simpler Wühler. Motto: „Immer langsam voran, dass ich mit den Vaterlandblättern nachkommen kann.“ Ist wie Bertling auf der Tribüne gern breit und doktrinär; in seiner Ansicht fest (jedoch „sieht er keine Reaktion“) und im Wirken sehr tätig; große Figur, schwarzbraun, mit Henriquatre (Spitzbart).

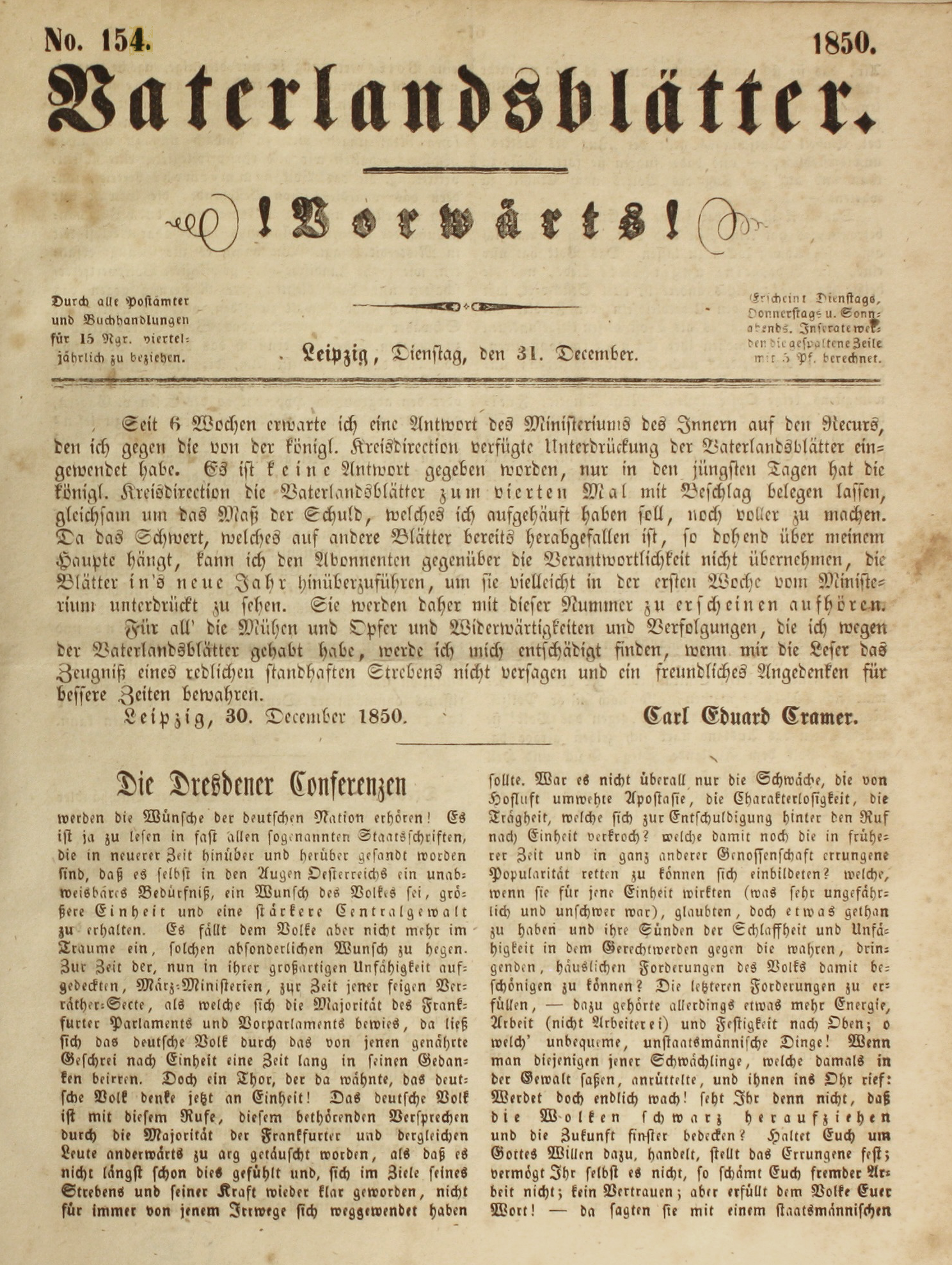
Vaterlandsblätter letzte Ausgabe Nr. 154, vom 31. Dezember 1850.

##### Die Sächsischen Vaterlandsblätter

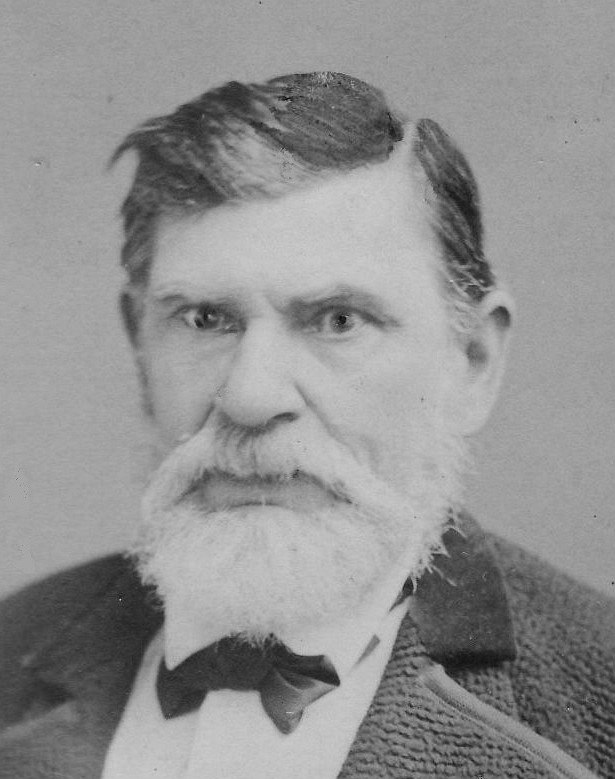
Carl Eduard Cramer

Am 17. August 1844 übernahm Carl Eduard Cramer als Redakteur die Sächsischen Vaterlandsblätter.
In einem Einführungsbeitrag gab er seine politischen Ansichten bekannt.
Am 23. Dezember 1845 wurden die Vaterlandsblätter verboten. Wegen des Verbots der Vaterlandsblätter ging Carl Cramer einen anderen Weg seine Meinung zu publizieren. Im Januar 1846 gab er die Flugschrift Ein fliegendes Blatt aus dem Vaterlande heraus. Im Februar folgte Stimmen aus dem Vaterlande und im Dezember das gleichlautende „Ein fliegendes Blatt aus dem Vaterlande“, mit dem Untertitel „Das Ministerium des Innern und – ich!“. Im Jahr 1847 veröffentlichte er Sächsische Zustände.
Erst am 1. April 1848 erschienen die Vaterlandsblätter wieder, es übernahmen mehrere Herausgeber die Blätter: Robert Blum, Carl Eduard Cramer, J. Georg Günther und als verantwortlicher Redakteur Christian Friedrich Rudolph Rüder.
Robert Blum wurde für seine Teilnahme am Wiener Oktoberaufstand 1848 von der „siegreichen Reaktion“ standrechtlich erschossen. Das enge Verhältnis der beiden Revolutionäre geht daraus hervor, dass der Märtyrer Blum noch am Morgen vor seiner Hinrichtung einen Brief an seinen Kampfgefährten Cramer schrieb:
Brief an C. Cramer vom 9. November 1848.
Lieber Freund!
Es ist 5 Uhr, und um 6 Uhr werde ich – erschossen. Also nur zwei Worte: Lebe wohl, Du und alle Freunde. Bereite meine Frau langsam vor auf das Geschick – des Krieges. Schreibe Günther meinen letzten Gruß. Ich sterbe als Mann – es muß sein.
Lebt wohl! Lebt wohl!
Blum
Am Morgen des 13. November war Carl Cramer bei Jenny Blum erschienen, mit der undankbarsten aller Aufgaben, sie war ihm noch von Blum selbst erteilt worden. Sohn Hans erinnert sich: „Die furchtbare Scene wird mir stets unvergesslich sein. Ich begriff eher wie meine arme Mutter, was Cramer sagen wollte, als er auf ihren Vorschlag, sie wolle selbst nach Wien reisen, zögernd erwiderte: ‚Ich fürchte – Sie kommen zu spät.‘“
Cramer redigierte die Vaterlandsblätter bis 1850. Am 31. Dezember 1850 stellte Carl Eduard Cramer die „!Vorwärts! Vaterlandsblätter“ ein.
Immer wieder wurde Cramer wegen seiner politischen Artikel in den Vaterlandsblättern zu Gefängnisstrafen, die auch oft in Geldstrafen umgewandelt wurden, bestraft. Es existieren z. B. aus dem Bestand des „Vereinigten Kriminalamtes“ die Akten Rep. I Nr. 7372, 12 818 und 15 259c. Diese Akten wurden zwischen 1845 und 1851 angelegt und sind 66, 145 und 271 Blatt stark (in der Regel doppelseitig beschrieben).
Er ist darin wegen Verbreitung beunruhigender Gerüchte, wegen Ehrenverletzung und wegen der öffentlichen Herabsetzung der Religion und Aufreizung gegen die Regierung aufgeführt.
Der letzte Eintrag von 1853 lautet:
7.lt. Crim. Akt. Nr. 15065 i.J. 1853 wegen öffentlicher Herabwürdigung der Religion und Aufreizung gegen die Regierung im Gnadenwege mit 3 Wochen Gefängnis bestraft worden.

##### Schriftstellerverein
Im Winter 1840/41 schlossen sich die Leipziger Literaten zusammen. Auf Betreiben Robert Blums und Robert Hellers fanden sich 17 Leipziger Literaten zur Gründungsversammlung des Literatenvereins im Januar 1842 ein. Der „Leipziger Literatenverein“ nannte sich ab 1846 „Leipziger Schriftstellerverein“.
Carl Cramer war Mitglied des von seinem Freund Robert Blum gegründeten Leipziger Schriftstellervereins. Heinrich Wuttke leitete den Leipziger Schriftstellerverein von 1852 bis 1863 danach übernahmen J. Fürst, Friedrich Friedrich, Gustav Eduard Benseler und G. Sandbank dieses Amt. Carl Eduard Cramer übernahm von 1863 bis 1870 den Part des Schriftführers und von 1876 bis 1883 war er Vorstand des Schriftstellervereins.

##### Staatslexikon
Ende 1847 begannen Cramer und der volkstümliche demokratische Politiker Robert Blum mit der Herausgabe eines populären Staatslexikons, das zugleich der bedeutendste Artikel Blums während seiner Tätigkeit als Herausgeber gewesen ist.
Die dreißig umfangreichsten Begriffserklärungen von Carl Cramer tragen seine Unterschrift, der längste Artikel mit zehn Seiten ist der „Bund“ (Deutscher Bund, Bundesacte, Bundesversammlung, Bundestag, Bundesbeschlüsse).
Im Ersten Band werden die Begriffe von A bis K behandelt. Der Zweite Band wird nach dem Tod Robert Blums aus seinem handschriftlichen Nachlass von Gleichgesinnten fortgesetzt und kommt 1851 in den Handel, er beinhaltet die Begriffe L bis Z. Dieses populäre Staatslexikon war Blums bedeutendstes Werk während seiner Tätigkeit als Herausgeber.

#### Die Zeit der Reichsgründungsepoche

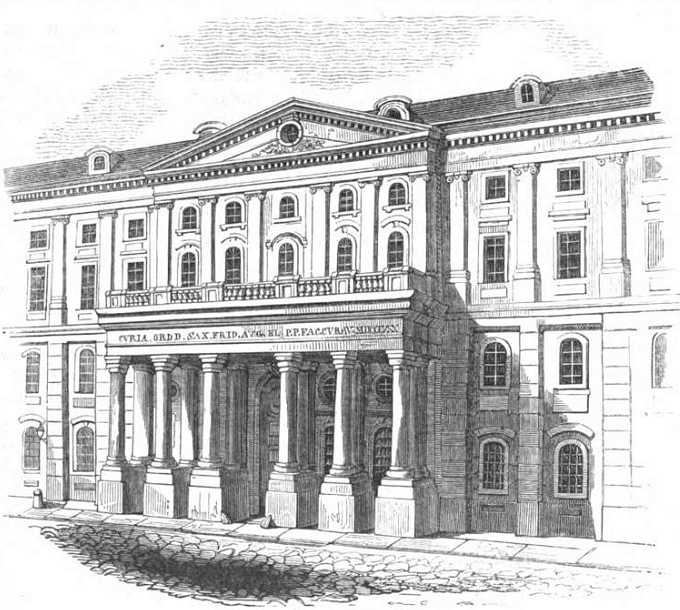
Das Landhaus in Dresden im Jahr 1843

##### Landtagsabgeordneter
1849/50 vertrat der Schriftsteller Cramer den 27. Wahlbezirk (Borna) in der II. Kammer des Sächsischen Landtags.
Es existieren zwei Bände von den Mittheilungen über die Verhandlungen des ordentlichen Landtags im Königreiche Sachsen während der Jahre 1849 und 1850 der Zweiten Kammer. Carl Cramer wurde dort mit über einhundert Wortmeldungen protokolliert.
Zu erwähnen ist seine Rede in der dreiundvierzigsten öffentlichen Sitzung am 6. März 1850 über „Die Deutsche Verfassungsangelegenheit.“

##### Wiener Presse
Carl Eduard Cramer schrieb für die Wiener Presse in den Jahren 1863 bis 1865 Artikel in den Zeitschriften „Der Adler“ und der „Leipziger Abendpost“. Für die Zeitschrift „Der Adler, Zeitung für Deutschland“ das vom 2. November 1861 bis 31. Dezember 1864 erschien, war Carl Cramer Redakteur, ihm zur Seite stand unterstützend Prof. Wuttke. Das Blatt sollte das „Leipziger Journal“ ersetzen. Der Adler bestand allerdings nur zwei Jahre, das Blatt hatte sich als ein zu kostspieliges Organ erwiesen, das von der Wiener Kasse nicht mehr zu halten war.
An Stelle des „Adler“ trat am 1. Januar 1865 die „Leipziger Abendpost“. Ein in größerem Format täglich erscheinendes Blatt, das wie der „Adler“ die sächsisch-österreichische Politik gegen die preußische vertrat und in Mittel- und Norddeutschland verbreitet werden sollte. Herausgeber war der Buchhändler Otto Voigt, gedruckt wurde es bei Ludwig Roßberg. Im Krieg 1866 wurde das Blatt nach dem Einmarsch Preußens in Sachsen verboten.

##### Schriftstellertag in Leipzig 1865
Am 19. und 20. August 1865 erging eine Einladung an alle Schriftsteller Deutschlands zum Schriftstellertag in Leipzig, unterzeichnet von Hermann Friedrich Friedrich als Vorsitzendem und Carl Cramer als Schriftführer. Gegenstand der Verhandlungen waren Bildung eines allgemeinen Deutschen Schriftstellerbundes, Feststellung des Begriffs des schriftstellerischen Eigentums sowie des Nachdrucks und die deutschen Theaterverhältnisse und die Tantieme für Bühnendichter.

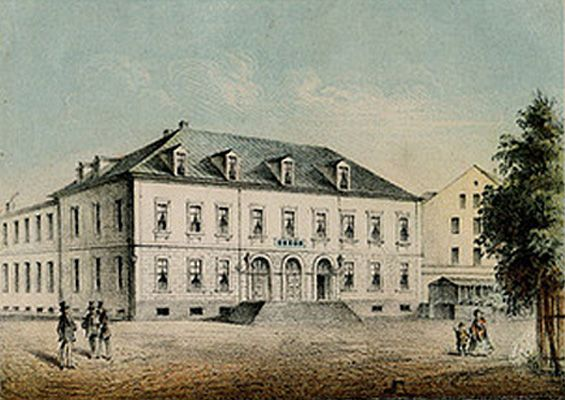
Das Leipziger Veranstaltungshaus „Odeon“ in der Elsterstraße 12, eröffnet 1847 als Odeon von 1868 bis 1895 Tonhalle, später Etablissement Sanssouci, im Zweiten Weltkrieg zerstört

##### Volksversammlung im Odeon von 1866
In der Volksversammlung von 1866 im großen Saal des Odeon in Leipzig, die sich gegen das Kriegstreiben Preußens gegen Österreich richtete, sprachen vor ca. 5000 Menschen, zuerst Heinrich Wuttke dann Carl Eduard Cramer die weiteren Redner waren der noch junge August Bebel, Wilhelm Liebknecht und Friedrich Wilhelm Fritzsche usw.
Mit der Flugschrift „Sachsens Gegenwart und Zukunft, ein Mahnruf an das sächsische Volk“ richtete sich Carl Cramer am 14. Oktober 1866 scharf gegen Otto von Bismarck, weil dieser mit allen Mittel die Vorherrschaft in Deutschland beanspruchte und deshalb einen Krieg mit Österreich begann.

##### Bürgerrechte
Am 19. Dezember 1872 erlangte Carl Cramer, der zuvor den Status eines Schutzverwandten hatte, die Bürgerrechte der Stadt Leipzig.

##### Petition an den Deutschen Reichstag 1873.
Im Auftrag des Leipziger Schriftsteller-Vereins richtete Carl Cramer 1873 eine Petition an den Deutschen Reichstag, mit der Bitte, um Ablehnung des neuen Gesetz-Entwurfs über die Presse. Der Leipziger Schriftstellerverein wollte die Grundrechte von 1848 nicht verlieren.

##### Korrektor
Cramer verdiente wohl am meisten mit Korrekturen, entweder für Zeitschriften oder für Autoren und deren Werke. Zum Beispiel arbeitete Cramer als Korrektor bei der „Leipziger Zeitung“. Über Jahrzehnte arbeitete C. Cramer für den Juristen und Rechtshistoriker Professor Gustav Friedrich Hänel als Korrektor. 1862 korrigierte er die Geschichte der französischen Literatur von Dr. Hermann Semmig.

##### Tod
Carl Cramer heiratete als Privatgelehrter und starb als Schriftsteller mit 69 Jahren am 30. April 1886 in Reudnitz bei Leipzig. Er wurde auf dem Neuen Johannisfriedhof (heute Friedenspark) beerdigt.

## Werke
- Stimmen aus dem Vaterlande. Carl Eduard Cramer. Verlag: Robert Friese, Leipzig 1846, digital
- Ein fliegendes Blatt aus dem Vaterlande. Carl Eduard Cramer. Verlag: Robert Friese, Leipzig 1846, digital
- Ein fliegendes Blatt aus dem Vaterlande. Das Ministerium des Innern und – ich! Carl Eduard Cramer. Verlag: Robert Friese, Leipzig 1846, digital
- Sächsische Zustände. Carl Eduard Cramer. Leipzig 1847. In: Konstitutionelle Jahrbücher von Dr. Carl Weil, Jg. 2. Verlag Adolph Krabbe, Stuttgart 1847, S. 44–82. digital
- Sachsens Gegenwart und Zukunft. Ein Mahnruf an das sächsische Volk. Carl Eduard Cramer (Anonym erschienen) . Druck und Verlag: Roßberg’sche Buchhandlung, Leipzig 1866, digital
- Gerd Cramer (Hrsg.): Carl Eduard Cramer. Sein Leben und Wirken in Zeiten der Erhebung und des Umbruchs. Zum 200jährigen Geburtstag von Carl Eduard Cramer *26. April 1817 †30. April 1886. Westarp Book On Demand 2017. ISBN 978-3-86460-640-3

## Briefe
- Briefe von Carl Eduard Cramer an den Juristen und Rechtshistoriker Gustav Friedrich Hänel
- Carl Eduard Cramer als Beteiligter eines Briefes vom „Ausschuss des Deutschen Vaterlandsvereins“ an den „Ausschuss des Deutschen Vereins“